# 大麦散黑粉菌
大麦散黑粉菌（学名：Ustilago nuda）是属于黑粉菌目黑粉菌科黑粉菌属的一种真菌，寄生在大麦属植物上，可引起大麦散黑穗病。该种分布于全世界各地。